# Master of Science
Il Master of Science (dal latino Magister Scientiæ; abbreviato M.Sc., M.Sci., Sc.M., M.S., Mag., Mg., Mgr, Ma. o S.M.) è un titolo di studio accademico conferito dalle università di molti stati. Non va confuso con il Master of Philosophy, titolo accademico di ricerca avanzata, considerato, di norma, come grado di collegamento tra il Master's Degree e il PhD.
Il titolo corrisponde alla laurea magistrale italiana.

## Argentina e Uruguay
In Argentina e Uruguay, il Master of Science è un titolo post laurea che prevede un corso di due o quattro anni di durata. L'ammissione ad un programma di Master (in castigliano: Maestría) in una università argentina o uruguaiana richiede il titolo di un corso di laurea, come una licenza di professore conseguita in quattro o cinque anni in una università riconosciuta. Con la dissertazione di una tesi di Magister Scientiæ, è generalmente equivalente ad un Ph.D. o Dottorato delle università nordamericane o europee secondo i confronti fra titoli del Processo di Bologna.

## Germania
In Germania, il Master of Science (M.Sc.) è il titolo accademico che sostituisce il precedente Diplom o il Magister (che in genere duravano da quattro a cinque anni). È conferito a seguito di studi scientifici con un'alta percentuale di matematica. Di norma è richiesto il completamento di una tesi scientifica.

## Italia
In Italia, il Master of Science (M.Sc.) è conferito nella forma italiana di Laurea magistrale (sostituisce la Laurea specialistica; precedentemente alla riforma introdotta a seguito del processo di Bologna corrispondeva alla Laurea quinquennale o Vecchio Ordinamento).

## Paesi Bassi
Simile alla Germania. Un laureato a cui venga assegnato il titolo di Master of Science può ancora usare il precedente titolo olandese di ingenieur (abbreviato come ir.) - per i laureati che hanno seguito un programma tecnico o agricolo; meester (abbreviato come mr.) - per i laureati che hanno seguito un programma LL.M. in legge - o doctorandus (abbreviato come drs.) - in tutti gli altri casi.

## Svezia
Il Master of Science è stato, come in Germania, introdotto in Svezia. Agli studenti che studiano per il Master of Science in ingegneria viene conferito sia il Master of Science inglese, ma anche l'equivalente svedese "Teknologie masterexamen" e "Civilingenjör".